# 舌苔

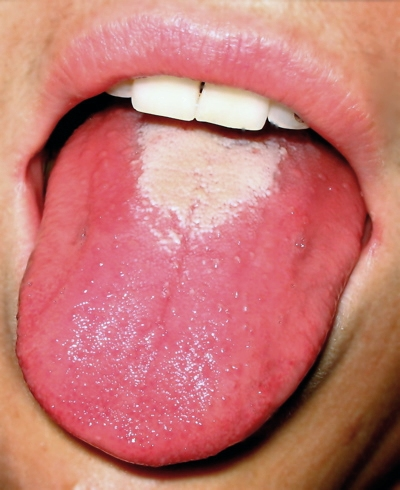
舌苔の一例。苺舌時に生じたもの

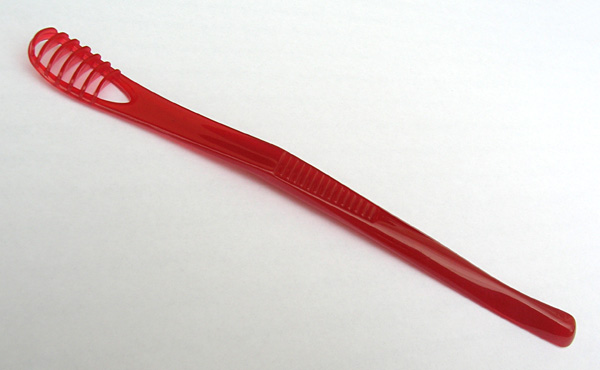
VeriFreshの舌ブラシ

舌苔（ぜったい）は、舌に付着する白い苔状のもの。舌の上皮が伸びたものに細菌や食べカス・粘膜のカスのタンパク質やアミノ酸を口の中にいる嫌気性菌という種類の細菌が分解して産まれた揮発性硫黄化合物(VSC: Volatile Sulfur Compounds)という物質である。
舌苔のつき方には個人差があり、時間帯や体調によって付き方が異なる。咀嚼・嚥下活動やそれに伴う舌の運動や唾液の分泌量と大きく関係していると考えられてきる。寝たきりで食物の経口摂取が困難な患者や健康な人でも起床時や絶食時などにも、量が多くなる傾向がある。
また溝状舌の場合は舌苔がたまりやすい。口臭の原因菌は舌の上に多く、歯や歯茎よりも、デコボコした表面である舌に取りつきやすいため、細菌はそこから増殖していき、口臭の原因となる。また舌の表面には味蕾があり薄い粘膜下に血管が集まるので、歯ブラシで無理に除去すると味覚障害の危険性がある。したがって舌粘膜の保護の観点から除去の方法として専用の舌ブラシが推奨される。
舌の細胞は鋭敏で、空気に数秒曝露するだけで白く変色する。口腔内が乾燥すると糸状乳頭の伸展があり、より白くみえるが白化した細胞は正常な細胞であり、ブラシ等で擦っても取れることはない。むしろ白化した細胞を無理にブラシ等で擦って取ろうとすることは、健康な細胞を傷つけてしまうことになる。これを舌苔と混同してはいけない正常な舌は、口内の上部の歯の喉側にある凹みに常に当たっており自然に汚れが落ちる。しかし舌の筋力が低下している低位舌の場合、舌が上顎に接触していないので、汚れがこびりついてしまうことがある。